# Bad Hair Day
 (mai 2017).
Si vous disposez d'ouvrages ou d'articles de référence ou si vous connaissez des sites web de qualité traitant du thème abordé ici, merci de compléter l'article en donnant les références utiles à sa vérifiabilité et en les liant à la section « Notes et références ».
Albums de "Weird Al" Yankovic
Alapalooza
(1993) Running With Scissors
(1999)
Singles
1. Amish Paradise
Sortie : 12 mars 1996
2. Gump
Sortie : 7 mai 1996
3. The Night Santa Went Crazy
Sortie : 26 novembre 1996

Bad Hair Day est le neuvième album du chanteur et parodiste américain « Weird Al » Yankovic, sorti en 1996.

## Présentation
Bad Hair Day est le troisième album studio auto-produit par Yankovic. Il est à l'origine d'une série de hits de comédie.
Les styles musicaux des morceaux sont construits autour de parodies et pastiches de musiques pop et rock du milieu des années 1990, visant principalement le rock alternatif et le hip-hop. L'album comprend également des parodies de style, des imitations d'artistes spécifiques comme They Might Be Giants et Elvis Costello.
Le single principal Amish Paradise, pamphlétant Gangsta's Paradise de Coolio et le mode de vie Amish, se classe en 53e position du Billboard Hot 100, tandis que Gump, qui parodie Lump du groupe The Presidents of the United States of America et le film Forrest Gump, se classe à la 102e place.
Amish Paradise a causé une légère controverse après que le rappeur Coolio ait exprimé son dégoût d'avoir sa chanson parodiée par Yankovic, bien que, plus tard, les deux aient fait amende honorable.
Bad Hair Day reçoit des critiques de mitigé à positif, avec beaucoup d'avis faisant l'éloge de Amish Paradise, en particulier, qui est devenu l'un des singles les plus connus de Yankovic. L'album culmine à la 14e place du Billboard 200.
L'album se vend à 1 370 000 exemplaires aux États-Unis en 1996, le meilleur chiffre d'affaires pour tout album de comédie en une seule année civile depuis que Nielsen Soundscan a commencé à suivre les ventes en 1991.
Bad Hair Day est Le sixième disque d'or de Yankovic aux États-Unis, et est certifié "platine" (pour des ventes de plus d'un million d'exemplaires aux États-Unis) par la Recording Industry Association of America (RIAA). L'album est également certifié "platine" au Canada par la Canadian Recording Industry Association (CRIA).

## Liste des titres
Note
The Alternative Polka (piste no 5) est le sixième « medley polka » enregistré par "Weird Al" Yankovic. Il se compose principalement de chansons de rock alternatif, le titre étant une référence au genre.

## Crédits

### Membres du groupe
- "Weird Al" Yankovic : chant (leader), claviers, accordéon, chœurs
- Steve Jay : basse, chœurs
- Jon "Bermuda" Schwartz : batterie, percussions
- Jim West : guitare, banjo, chœurs
- Ruben Valtierra : claviers
- Joel Peskin : clarinette
- Gary Herbig : saxophone baryton
- Warren Luening : trompette
- Tommy Johnson : tuba
- Lisa Popeil : chœurs

### Équipes technique et production
- Production : "Weird Al" Yankovic
- Mastering : Bernie Grundman
- Ingénierie, mixage : Tony Papa
- Ingénierie (assistant) : Colin Sauers
- Direction artistique : Doug Haverty
- Photographie : Carl Studna